# Lavendelsnapper
Lavendelsnapper (Pristipomoides sieboldii) är en fisk i familjen Lutjanidae (vars medlemmar ofta kallas snappers) som finns i Indiska oceanen och Stilla havet från Östafrika till Hawaii. 

## Utseende
Lavendelsnappern är en fisk med slank men kraftig kropp. Munnen har två tandrader, en yttre med kraftigare, konformade, och en indre med smala, spetsiga tänder. Ryggfenan består av 10 taggstrålar, följda av 11 mjukstrålar. Analfenan har en liknande uppbyggnad med 3 taggstrålar och 8 mjukstrålar. Sista fenstrålen i både rygg- och analfenan är förlängd till korta utskott; bröstfenorna är långa, och når förbi analöppningen. Stjärtfenan är urgröpt och gaffelformad. Kroppen är silverfärgad med en lavendelblå ton och mörka flckar på huvudet, tydligast framträdande hos ungfiskar. Kanten på ryggfenan är orange, och stjärtfenan är purpurfärgad med ljus bakkant. Arten blir vanligtvis omkring 40 cm lång, men maxlängden är 79 cm och största vikt 8,4 kg.

## Vanor
Arten lever nära hårda bottnar på djup mellan 180 och 270 m. Födan består av fiskar, kräftdjur som räkor och krabbor, havsborstmaskar, bläckfiskar och manteldjur.

## Utbredning
Utbredningsområdet omfattar Indiska oceanen och Stilla havet från Östafrika till Hawaii och norrut till södra Japan.

## Betydelse för människan
Ett kommersiellt fiske bedrivs, främst med långrev. Fångsten saluföres i regel färsk.